# Ultramicroscopio
Un ultramicroscopio es un microscopio óptico provisto de un sistema de iluminación que permite ver partículas con una dimensión inferior a la longitud de onda más corta de la luz visible.  
Utiliza la dispersión de la luz, en vez de la reflexión o absorción de la luz como hace un microscopio óptico convencional. Cuando el diámetro de una partícula está por debajo o cerca de la longitud de onda de la luz visible (alrededor de 500 nanómetros, la partícula no puede verse en un microscopio óptico con los métodos habituales de iluminación. 
El prefijo «ultra-» —más allá de— se refiere a la capacidad de visibilizar objetos cuyo diámetro es menor que la longitud de onda de la luz visible.

## Sinopsis
En un ultramicroscopio, las partículas a observar están dispersas en un coloide líquido o gaseoso, o menos frecuentemente, en una suspensión más gruesa. El coloide se coloca en un recinto oscuro que evita las reflexiones espurias y se ilumina lateralmente con un haz convergente de luz intensa. La luz que incide sobre las partículas coloidales se dispersa. Este haz convergente se denomina "cono de Tyndall". La imagen se ve a través de un microscopio ordinario colocado en ángulo recto con respecto a la dirección del haz de luz. Bajo el microscopio, las partículas individuales aparecerán como pequeños puntos de luz borrosos que se mueven irregularmente. Los puntos son inherentemente borrosos porque la dispersión lumínica produce imágenes más borrosas que las obtenidas con luz reflejada. Las partículas están en movimiento browniano en la mayoría de los coloides líquidos y gaseosos, lo que provoca el movimiento de las manchas. El ultramicroscopio también se puede utilizar para observar pequeñas partículas no transparentes dispersas en un sólido o gel transparente.
Los ultramicroscopios se han utilizado para la observación general de aerosoles y coloides, para estudiar el movimiento browniano, para observar pistas de ionización en cámaras de niebla y para estudiar la ultraestructura biológica.

## Historia
En 1902, Richard Adolf Zsigmondy —1865-1929— y Henry Siedentopf —1872-1940—, que trabajaban para Carl Zeiss AG, desarrollaron el ultramicroscopio.  Aplicando luz solar brillante como iluminación, pudieron determinar el tamaño de pequeñas nanopartículas de 4 nm en vidrio rubino rojo . Zsigmondy mejoró aún más el diseño y presentó el ultramicroscopio de inmersión en 1912, que permitía la observación de nanopartículas suspendidas en volúmenes fluidos definidos.   En 1925 recibió el Premio Nobel de Química por sus investigaciones sobre los coloides y el ultramicroscopio.
Posteriormente, el desarrollo de los microscopios electrónicos proporcionó formas adicionales de ver objetos demasiado pequeños para la microscopía óptica.